# Mimus gilvus
El cenzontle tropical, sinsonte tropical o paraulata llanera (Mimus gilvus) es una especie de ave paseriforme de la familia Mimidae. Es residente y se reproduce desde el sur de México hasta el norte de Brasil, y en las Antillas Menores y otras islas del Mar Caribe. Los especímenes de Panamá y Trinidad podrían haber sido introducidos por el hombre. El cenzontle común (M. polyglottos) es el pariente vivo más cercano, pero el mímido de Socorro (Mimodes graysoni), que se encuentra en peligro crítico de extinción, parece estar más relacionado con el cenzontle tropical de lo que se creía tradicionalmente. 

## Características

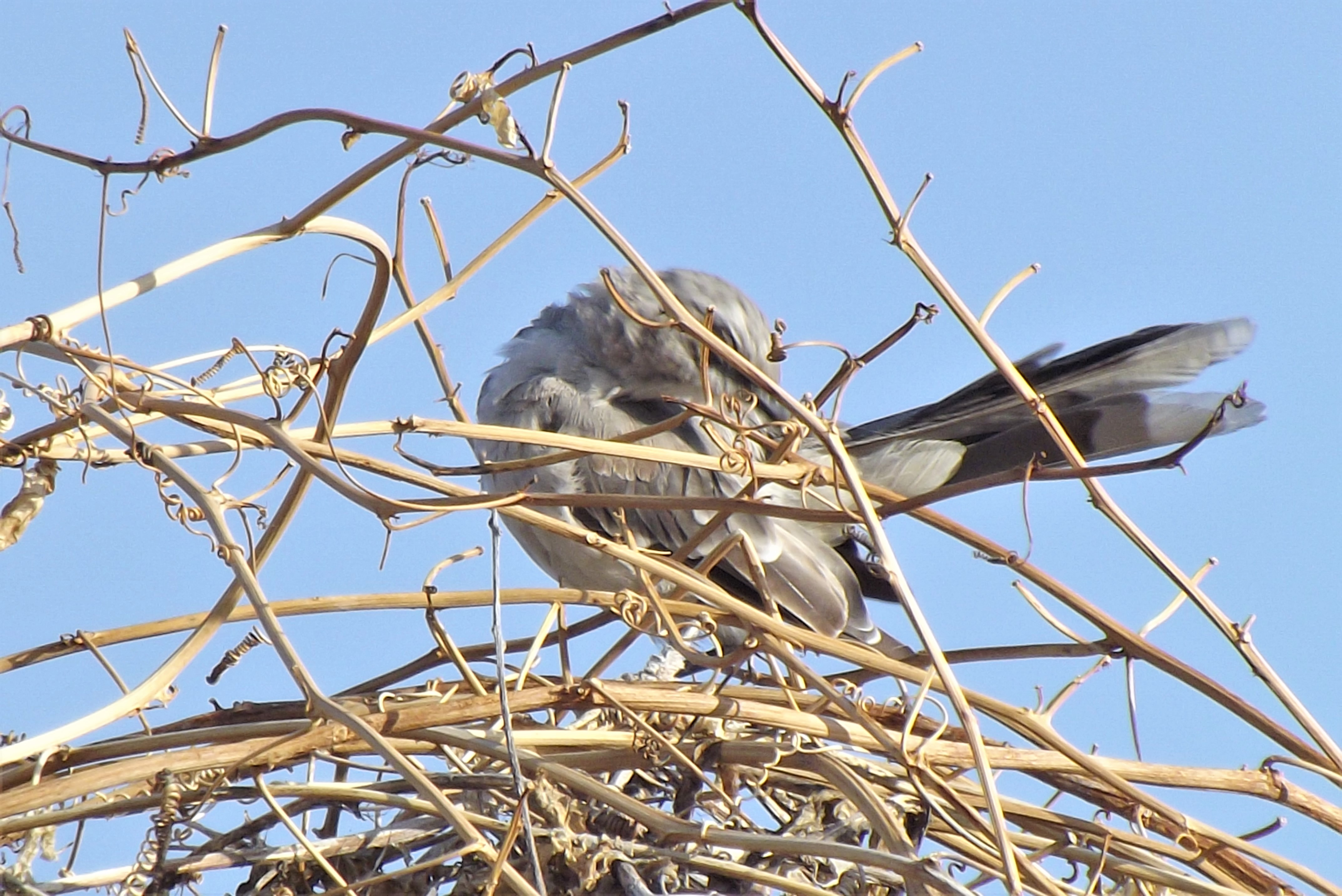
Mimus gilvus

Los adultos miden 25 cm y pesan 54 g. Su cabeza y partes superiores son de color gris. Tienen ojos amarillos, un parche de ojo blanco y rayas oscuras a través del ojo. Las partes inferiores son de color blanquecino y las alas son negruzcas, con dos franjas blancas en las alas y bordes blancos en las plumas de vuelo. Tienen una larga cola oscura, con las puntas de las plumas blancas, un delgado pico negro con curvatura ligeramente hacia abajo, y largas patas oscuras.
Macho y hembra son similares, pero los individuos inmaduros son de colores más apagados y oscuros. La subespecie M. g. tobagensis, encontrada sólo en Trinidad y Tobago, posee un color gris oscuro en las partes superiores y con un blanco más extendido en las coberturas de las alas y la cola que las subespecies continentales.
Esta especie tiene un canto musical variado, más ronco que el del cenzontle del norte, y puede imitar las canciones del cenzontle común, pero rara vez las de otras aves. A veces canta por la noche.
Es común en la mayoría de los hábitats abiertos, entre ellos asentamientos humanos. Los cenzontles tropicales se posan en el suelo o en la vegetación, o vuelan desde un árbol para capturar invertebrados. Se alimentan principalmente de insectos y algunas bayas. Estas aves se animan a tomar comida de platos o mesas. Mientras se alimentan, con frecuencia extienden sus alas en un movimiento peculiar de dos etapas: mostrando la parte blanca de las alas y luego volviendo a plegar estas.
La incubación, llevada a cabo solo por la hembra, dura de 13 a 15 días, con un poco más para abandonar el nido. Esta ave defiende su nido agresivamente contra otras aves y animales, incluyendo grandes iguanas, perros y mangostas.